# Tangrintel
Tangrintel (m; der...) ist eine historische Bezeichnung für ein Gebiet auf der Hochfläche zwischen den  Flüssen Altmühl und Schwarze Laber.
Der Landschaftsname Tangrintel setzt sich zusammen aus dem mittelhochdeutschen Wort „tan“ (weiter Wald) und dem althochdeutschen Wort „grindel/grintil“ (Riegel, Sperre). Die Grenzen des Tangrintels sind nicht fest umrissen und haben sich im Verlauf der Jahrhunderte gewandelt. Im hohen Mittelalter bezeichnete man mit „Districtus Tangrintel“ einen Fiskalbezirk, später nur noch einen begrenzten Bereich in der Gegend bei Hemau. Seit den 1970er Jahren hat der Begriff eine Wiederbelebung erfahren und bezeichnet heute die ganze Gegend um die Stadt Hemau im Landkreis Regensburg.